# Bichl (Sankt Wolfgang)
Bichl ist ein Gemeindeteil  von St. Wolfgang im oberbayerischen Landkreis Erding.

## Lage
Die Einöde Bichl liegt etwa vier Kilometer südwestlich von Sankt Wolfgang bei Unterthalham.

## Kapelle
Feld- und Hofkapelle (Bichlschusterkapelle, Bichl 1) ist kleiner Putzbau mit Satteldach und Traufband aus der Zeit um 1870. Sie ist als Baudenkmal in die Liste der Baudenkmäler in Sankt Wolfgang eingetragen.

## Bevölkerungsentwicklung
Um 1871 gab es in Bichl drei Einwohner. Im Mai 1987 lebten dort fünf Einwohner in einem Wohngebäude.
| Jahr      | 1871 | 1925 | 1950 | 1970 | 1987 |
| Einwohner | 3    | 2    | 4    | 6    | 5    |